# Balatoncsicsó
Balatoncsicsó (vyslovováno [balatončičó], německy Schitzenhofen) je malá vesnice v Maďarsku v župě Veszprém, spadající pod okres Balatonfüred. Nachází se asi 19 km jihozápadně od Balatonfüredu a asi 6 km od břehu Balatonu. V roce 2015 zde žilo 220 obyvatel. Dle údajů z roku 2011 tvoří 91,8 % obyvatelstva Maďaři, 41,5 % Němci, 0,5 % Bulhaři a 0,5 % Srbové.
Sousedními vesnicemi jsou Óbudavár, Szentantalfa a Szentjakabfa.